# Stachyothyrsus
Genre
Stachyothyrsus est un genre de plantes à fleurs dicotylédones de la famille des Fabaceae, sous-famille des Caesalpinioideae, originaire des régions tropicales d'Afrique, qui comprend trois espèces acceptées.

## Liste d'espèces
Selon The Plant List (27 novembre 2018) :
- Stachyothyrsus stapfiana (A.Chev.) J.Leonard & Voorh.
- Stachyothyrsus staudtii Harms
- Stachyothyrsus tessmannii Harms